# Данек, Криштоф
Кри́штоф Да́нек (чеш. Kryštof Daněk; род. 5 января 2003, Оломоуц) — чешский футболист, полузащитник клуба «Спарта Прага».

## Клубная карьера
Данек — воспитанник клубов «Хвалковице» и «Сигма». 26 мая 2020 года в матче против «Словацко» он дебютировал в Первой лиге в составе последних. 23 января 2021 года в поединке против «Опавы» Криштоф забил свой первый гол за «Сигму». Летом 2022 года Данек перешёл в столичную «Спарту». 31 июля в матче против «Слована Либерец» он дебютировал за новый клуб. В этом же поединке Криштоф забил свой первый гол за «Спарту». В своём дебютном сезоне игрок стал чемпионом Чехии.
Летом 2023 года Данек был арендован «Пардубице». 16 сентября в матче против столичной «Славии» он дебютировал за новый клуб. 24 сентября в поединке против «Виктории Пльзень» Криштоф забил свой первый гол за «Пардубице».

## Международная карьера
В 2023 году Данек в составе молодёжной сборной Чехии принял участие в молодёжном чемпионате Европы в Румынии и Грузии. На турнире он сыграл в матчах против команд Англии, Германии и Израиля.

## Достижения
Командные
 «Спарта» (Прага)
- Чемпион Чехии — 2022/23